# B92
B92 (en cirílico serbio Б92) es un canal de radio y televisión con cobertura nacional con sede en Belgrado, Serbia. Su audiencia está compuesta principalmente por un público urbano y joven. Su programación, incluyendo las noticias, está considerada de una actitud bastante liberal. Su CEO es el empresario y periodista Veran Matić, que es además uno de los fundadores de B92, junto con Dragan Đilas.
La estación se constituyó en una fuente imparcial de información durante el turbulento mandato de Slobodan Milošević, incentivando además las diversas manifestaciones que tuvieron lugar en Belgrado durante la violenta década de 1990. Debido a esta actitud, B92 ganó el MTV Free Your Mind Award 1998, así como diversos premios de periodismo y derechos humanos. B92 es el tema central del best-seller This is Serbia Calling ("Esta es Serbia llamando", Matthew Collin, 2001), que narra la historia del canal.
En abril de 2008, B92 puso en marcha su segundo canal de TV, con 24 horas de cobertura de noticias llamado B92 Info.

## Historia
B92 comenzó sus emisiones radiofónicas en mayo de 1989 por iniciativa del periodista Veran Matić, en un contexto de mayor apertura informativa durante la disolución de Yugoslavia. La emisora operaba desde Belgrado (Serbia) y desde el primer momento apostó por una oferta informativa dirigida al público joven.
En tiempos de la República Federal de Yugoslavia, y especialmente durante el gobierno de Slobodan Milošević, la emisora se convirtió en una fuente informativa independiente para los medios extranjeros. En ese sentido, en 1996 fue una de las primeras radios europeas que comenzó a emitir a través de internet. Su labor ha sido reconocida porInternationale Medienhilfe en 1996 y con un premio Free Your Mind de MTV en 1998 por «el periodismo y la lucha por los derechos humanos».
Durante la guerra de Kosovo, las emisiones de B92 se vieron interrumpidas por el bombardeo de la OTAN sobre Yugoslavia. El gobierno serbio tomó el control de su frecuencia en dos ocasiones, pero la redacción logró sortearlo a través de señales alternativas. B92 jugó un importante papel durante las protestas de octubre de 2000 que supusieron el derrocamiento de Milošević.
El 6 de octubre de 2000 puso en marcha un canal de televisión desde Belgrado. En un primer momento estaba centrado en información, y a partir de 2006 recibió una licencia generalista para competir en el mercado privado. Ese mismo año estrenó la primera te mporada de Veliki brat, la edición serbia de Big Brother. Otros estrenos destacados fueron la telenovela croata Larin izbor y la emisión de partidos de la Asociación de Tenistas Profesionales.
En la década de 2010 se produjeron cambios dentro de B92, coincidiendo con la compra del grupo por parte del consorcio griego ANT1. En 2015 la emisora de radio se convirtió en Play Radio, una radiofórmula musical. Dos años más tarde, el canal de televisión redujo los programas informativos y pasó a llamarse O2.TV. De este modo la marca B92 quedó solo para los servicios informativos y el portal web.
A finales de 2018, B92 fue adquirido por el grupo serbio Kopernikus Technology, propiedad de Telekom Srbija. Esta operación motivó la salida definitiva de Veran Matić al frente del canal. En marzo de 2020, O2.TV volvió a llamarse B92 y se priorizó la programación informativa en la parrilla.